# Bülent Özdil
Bülent Özdil (* 14. Februar 1981 in Rothenburg ob der Tauber) ist ein deutscher Schauspieler, Regisseur und Produzent.

## Leben
Bülent Özdil wurde am 14. Februar 1981 im fränkischen Rothenburg ob der Tauber geboren.
Von 2003 bis 2006 besuchte er die Wiesbadener Schule für Schauspiel (WSfS).
Sein Profidebüt gab er 2006 als Valentin in einer Inszenierung von Tobias Materna im Urfaust von Goethe am Hessischen Staatstheater in Wiesbaden., 2007 folgte eine weitere Zusammenarbeit mit dem Regisseur Materna in der Inszenierung von A Clockwork Orange nach Anthony Burgess. 2008 folgten Engagements bei den Kreuzgangspielen Feuchtwangen und am Theater in der Effingerstrasse in Bern.
Zwischen 2007 und 2010 spielte er auch im Fernsehen verschiedene Rollen (u. a. Der Staatsanwalt, ZDF). 2010 inszenierte er das von ihm selbst verfasste Stück A113 in der Kreativfabrik in Wiesbaden. Im selben Jahr begann er sein Festengagement am Westfälischen Landestheater. Bis 2017 spielte er dort in einigen bedeutenden Theaterstücken die Hauptrolle (Faust, Kabale und Liebe, Der Prozess, Die Verwandlung.) 
2017 wechselte er an das Schauspielhaus Salzburg und debütierte dort unter der Regie von Christoph Bartscheider in Illusionen einer Ehe. 
Unter der Führung und Förderung von Christoph Bartscheider wurde er in weiteren großen Rollen besetzt (Emilia Galotti, Der große Gatsby, Geächtet, Die Unsichtbare Hand.) 
2020 wechselte er dann wieder in die Selbstständigkeit und bereitete sein drittes, von ihm verfasstes Stück Advocatus Diaboli für die Bühne vor. Am 22. März 2021 feierte das Theaterstück unter seiner Regie Premiere und Uraufführung. Mit Beginn der Spielzeit 2022/2023 arbeitet Bülent Özdil wieder fest als Schauspieler am Deutschen Staatstheater Temeswar. Dort ist er unter anderem in Der Kirschgarten, Ein Sommernachtstraum und Florian Zellers Der Sohn zu sehen. 
Am 21. März 2025 feierte dort seine Adaption von Andrei Tarkowskis Der Spiegel seine Uraufführung. Als Produzent brachte er nach dreijähriger Vorbereitung eine Fassung auf die Bühne, die sich insbesondere mit den Themen Identität Russlands im Bezug zu Europa, dem Russisch-Ukrainischen Krieg und verfälschten Erinnerungen befasst. Er verwendete hierfür auch KI-Programme, um Erinnerungen im Kopf eines Menschen, eine visuelle Veranschaulichung zu schaffen, die der Verfälschung näher kommt als der real erlebten Vergangenheit.

## Filmografie
- 2008: Aktenzeichen XY … ungelöst
- 2009: Aktenzeichen XY ... ungelöst
- 2009: Der Staatsanwalt – Zwischen den Fronten (Regie: Peter Fratzscher)
- 2010: Ein Fall für Zwei – Täter und Opfer (Regie: Peter Fratzscher)